# یوری برژنف
یوری لئونیدوویچ برژنف ( روسی: Юрий Леонидович Брежнев ؛ ۳۱ مارس ۱۹۳۳ – ۳ اوت ۲۰۱۳) فرزند سیاستمدار و دبیر کل لئونید برژنف و ویکتوریا برژنوا بود.

## زندگی و حرفه
قبل از بازنشستگی ، وی سِمتی در کمیته مرکزی (CC) حزب کمونیست اتحاد جماهیر شوروی (CPSU) را داشت و به عنوان معاون اول وزارت تجارت خارجی کار می کرد .  پس از بازنشستگی اجباری خود به دنبال اتهامات اختلاس و فساد سیاسی ، یوری مستمری بگیر شد .  پس از بازنشستگی یوری دستگیر شد و تمام وسایل او ضبط شد . 
پس از فروپاشی اتحاد جماهیر شوروی سوسیالیستی شوروی ، یوری دیگر از حضور در اجتماع دست کشید و پیشنهادی را که دولت روسیه برای همکاری با آنها ارائه داد رد کرد. در سال ۲۰۰۰ ، او پیشنهاد حضور در مستندی را با جزئیات " دوران رکود " رد کرد ، دورانی که برخی معتقدند برژنف آغاز کرده است. یوری این ادعاها را انکار کرد و ادعا کرد که پدرش هیچ ارتباطی با انحلال اتحاد جماهیر شوروی ندارد. 
او با لودمیلا ولادیمیروونا ازدواج کرده بود. همسر یوری دو پسر به دنیا آورد. 

## آندری برژنف
آندره برژنف ، یکی از فرزندان او (۱۵ مارس ۱۹۶۱ - ۱۰ ژوئیه ۲۰۱۸) ، حزب کمونیست فدراسیون روسیه (CPRF) را به انحراف از ایدئولوژی کمونیست متهم کرد و جنبش کمونیست ناموفق تمام روسیه را در اواخر دهه ۱۹۹۰ راه اندازی کرد.  . او دبیرکل جنبش کمونیستی روسیه در سال ۱۹۹۸ بود. تا سال ۲۰۰۴ ، آندری به عضوی کاملاً ثابت از CPRF تبدیل شد. 